# Trophische Nische
Die Trophische Nische (von griechisch τροφή trophḗ – „Ernährung“) bezieht sich auf die Komponente der Nahrung als Bestandteil der ökologischen Nische. Sie beschreibt die Ernährungsbiologie der betreffenden Art, zum Beispiel das von ihr genutzte Nahrungsspektrum und darauf bezogene Spezialisierungen.

## Definition
Nach dem Konzept der ökologischen Nische als vieldimensionaler Raum (nach G. E. Hutchinson) bestimmen neben abiotischen Umweltfaktoren wie Temperatur und Niederschlag auch Ressourcen wie Nahrung das dauerhafte Überleben einer Art in einem Lebensraum. Eine Art kann einen Lebensraum nur dann besiedeln, wenn von ihr nutzbare Nahrung, z. B. Beuteorganismen, hier vorhanden ist und ihr die Nutzung nicht durch andere Arten, z. B. Nahrungskonkurrenten, verwehrt wird.
In der Ökologie wird deshalb zwischen der fundamentalen Nische (die mögliche Existenz in einem Lebensraum ohne Betrachtung interspezifischer Konkurrenz) und der realisierten Nische unterschieden, die die Wechselwirkungen der Arten berücksichtigt und die somit tatsächlich genutzt werden kann.

## Konkurrenz
Der Wettbewerb um Ressourcen zwischen verschiedenen Arten (Interspezifische Konkurrenz) kann die natürliche Selektion beeinflussen. Dabei wird zwischen Ausbeutung (Exploitation) und Interferenz unterschieden. Ersteres beschreibt die indirekte Einflussnahme auf eine andere Art durch die Nutzung derselben Ressource und die damit einhergehende verringerte Verfügbarkeit dieser Ressource. Interferenz beschreibt hingegen die direkte Einflussnahme, das heißt die Behinderung des Zugangs zu einer vorhandenen Ressource (beispielsweise durch aggressives Verhalten gegenüber Konkurrenten).
Ressourcenaufteilung verringert den Konkurrenzdruck zwischen verschiedenen Arten. Nahrungsspezialisten entgehen dem Konkurrenzdruck durch ihre ausgesprochene Spezialisierung auf eine Ressource. Nutzen zwei Arten hingegen dieselbe Ressource, überlappen sich deren ökologische Nischen (Nischenüberlappung), sodass die Nahrungswahl eingeschränkt werden kann und der Nischenraum verkleinert wird. In der Realität ist die Konkurrenz vielfach asymmetrisch. Die realisierte Nische einer konkurrenzstarken Art entspricht demnach viel näher ihrer fundamentalen Nische (physiologisch möglichen) als jene einer konkurrenzschwachen Art.
Das Konkurrenzausschlussprinzip besagt, dass früher oder später eine Art von der besser angepassten Art verdrängt wird, wenn diese zwei Arten identische Ressourcenansprüche haben. In wirklichen Lebensräumen koexistieren zahlreiche Arten, die ähnliche oder sogar beinahe identische Ressourcenansprüche haben, ohne dass es immer zu einem Konkurrenzausschluss kommen müsste, die Gründe dafür sind sehr vielfältig und eines der zentralen Forschungsfelder der Ökologie. Arten können sich aber einleuchtenderweise fast immer evolutive Vorteile verschaffen, wenn – beispielsweise durch spezielle Ernährungsweisen – der interspezifische Konkurrenzdruck verringert wird.

## Nahrungsspezialisten
Als Nahrungsspezialisten werden heterotrophe Organismen, die auf eine bestimmte Art, Zusammensetzung und Angebotsform der Nahrung angewiesen sind, bezeichnet. Sie ernähren sich meist nur von einer oder sehr wenigen Ressourcen. Man sagt dazu, die Spezialisten sind mono- bzw. oligophag. Im Gegensatz dazu stehen die Generalisten, die sich polyphag ernähren. Dabei sind nur wenige Arten vollkommene Generalisten. In der Regel weisen auch sie eine Nahrungspräferenz auf. Sie bevorzugen also eine Komponente ihres Beutespektrums.
Die trophische Nische einer Art bezieht sich aber nicht nur auf die Zusammensetzung der Nahrung, sondern auch auf die Umstände des Nahrungserwerbs selbst: Tiere fressen unterschiedliche Nahrung zu verschiedenen Tageszeiten oder suchen unterschiedliche Orte zur Nahrungssuche auf oder verstoffwechseln Substanzen, die für andere Arten nicht verwertbar sind.
Da der Nahrungsbedarf der einzelnen Vertreter des Tierreichs aufgrund gleicher Zellstoffwechselwege in seinen Grundzügen nahezu identisch ist, beruht eine Spezialisierung weniger auf einem unterschiedlichen Bedarf an essentiellen Nährstoffen selbst, sondern auf besonderen Wegen, diese zu erwerben. Wichtig sind z. B. unterschiedliche Ausstattung mit Verdauungsenzymen, die Nahrung aufschließen können, die für andere unverdaulich bleibt oder die Gift- und Abwehrstoffe unschädlich machen kann. Von sehr hoher Bedeutung sind Anpassungen, besonders gut geschützte, mobile oder verborgene Beute nutzen zu können. Diese Anpassungen können morphologisch sein (z. B. besonders kräftige Zähne, um gepanzerte Beutetiere knacken zu können), oder auf angeborenen Verhaltensweisen beruhen, die den einzelnen Tierarten besondere Nahrungsquellen erschließen. Bei Umgehung dieses starren Verhaltensschemas (z. B. durch Aufbringen von sogenannten Phagostimulats auf sonst nicht angenommene Nahrung) kann es zum Nahrungswechsel auf andere Futterquellen kommen. Nahrungsspezialisten i. e. S. nehmen manchmal nur eine einzige chemische Verbindung (zum Beispiel Wachs, Keratin) als Nahrung auf, wobei zur Ernährung des Organismus die Aktivität von symbiontischen Darm-Mikroorganismen oft erforderlich ist. Der Übergang von Nahrungsspezialisten i. w. S., die je nach Habitat vorwiegend eine Nahrungsquelle erschließen oder hinsichtlich der mechanischen Eigenschaften der Nahrung spezialisiert sind, zu Allesfressern ist fließend.
Die Spezialisierung auf eine bestimmte Nahrung ist in vielen Fällen weitgehend von deren Verfügbarkeit abhängig, sodass saisonal polyphage Tiere temporäre Nahrungsspezialisten sein können. Die Wahl bestimmter Nahrungsstoffe wird oft durch Geruchsstoffe und Geschmackstoffe vermittelt.

## Beispiele
- Xylophagie

Unter Xylophagie versteht man den Verzehr von Holz. Sich von Holz ernährende Lebewesen sind größtenteils Insekten.
- Cellulomonas

Cellulomonas ist eine Bakteriengattung, die spezialisiert ist auf die Cellulosezersetzung.